# Mao Zedongs minneshall

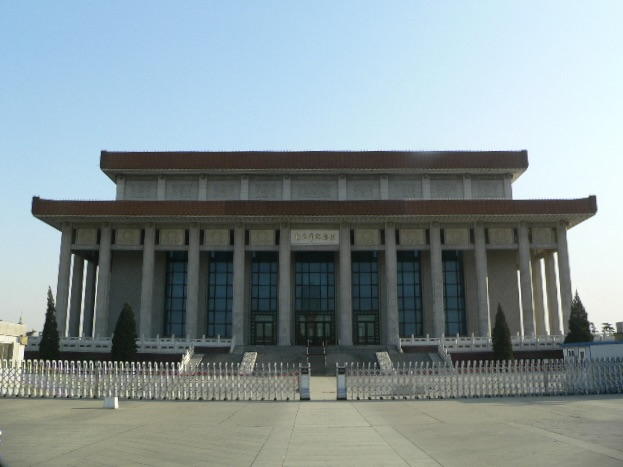
Mao Zedongs minneshall.

Mao Zedongs minneshall (traditionell kinesiska: 毛主席紀念堂?, förenklad kinesiska: 毛主席纪念堂?, pinyin: Máo Zhǔxí Jìniàntáng), även känt som Mao Zedongs mausoleum eller Maos mausoleum, är den sista viloplatsen för Mao Zedong, ordförande i Kinas kommunistiska parti 1943-1976 och Folkrepubliken Kinas första president. 
Även om Mao själv önskade att bli kremerad så balsamerades hans kropp och byggandet av ett mausoleum påbörjades strax efter hans död 1976. Byggnaden är belägen på den södra sidan av Himmelska fridens torg i Peking. Den ligger på den plats där Kinaporten (中华门), den södra huvudporten till Kejsarstaden under Ming- och Qingdynastierna, tidigare låg.